# Herman Wedel Major

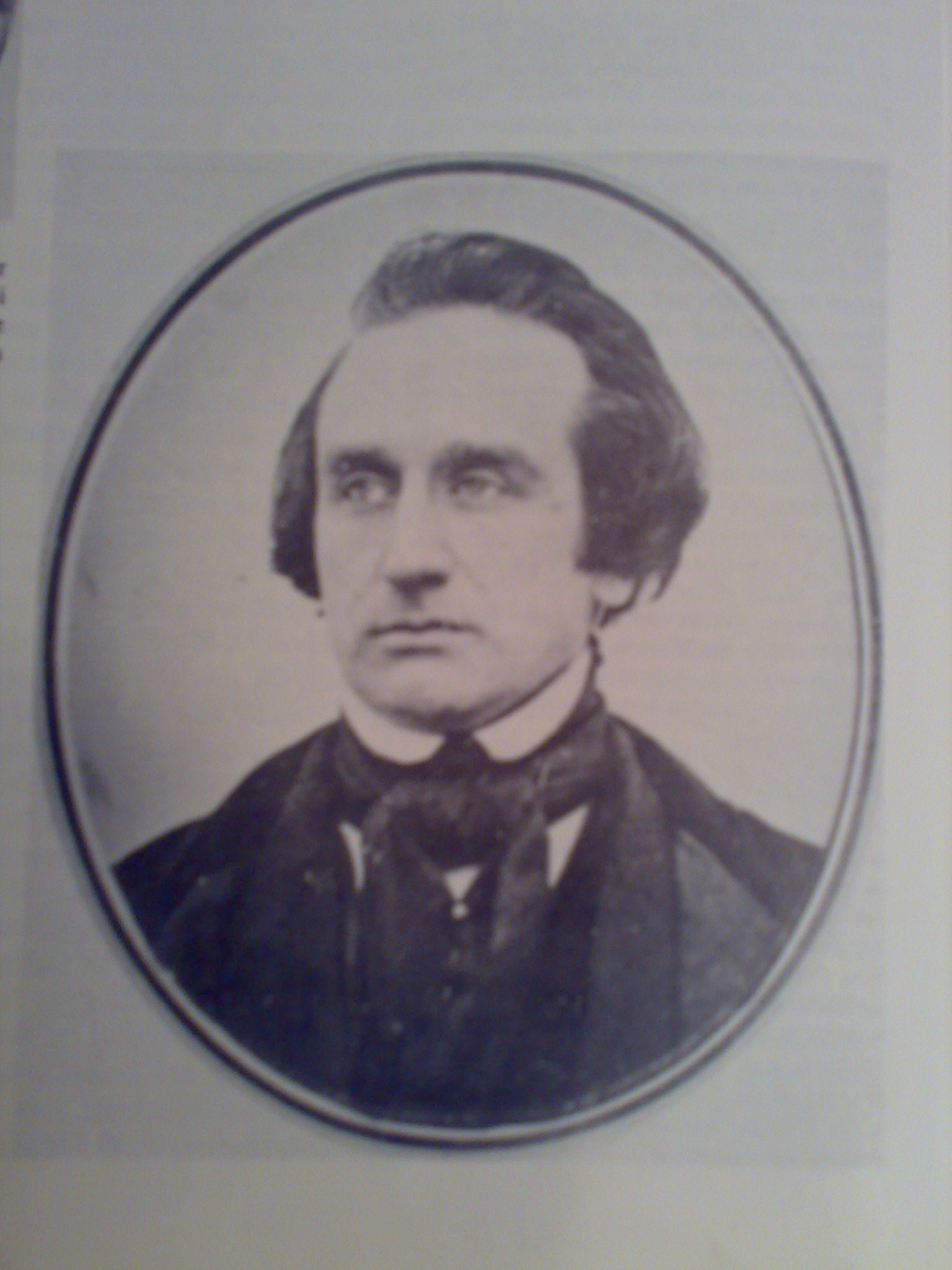
Herman Wedel Major.

Herman Wedel Major, född 1814 i Oddernes (sedan 1965 inkorporerat med Kristiansand), död 26 september 1854 utanför Newfoundland efter fartygskollision i tät dimma, var norsk läkare och psykiater. Han räknas som den norska psykiatrins fader i egenskap av mannen bakom 1848 års norska sinnessjukelag och Norges första psykiatriska sjukhus, Gaustad sykehus.

## Bakgrund
Majors far, Robert Gonsalvo Major, var presbyterian och medlem i organisationen United Irishmen i Belfast. Han flydde därifrån efter dödsdom för att ha deltagit i det irländska upproret 1798. Enligt biografin gömdes han i en tunna som rullades ombord på ett skepp som tillfälligtvis skulle till Kristiansand där han kom i land. Han bosatte sig i Oddernes en bit utanför Kristiansand och byggde upp en garverirörelse samt köpte gårdar och blev godsägare men kom på obestånd och utvecklade med åren tungsinthet och tog sitt liv 1839.
Major tog studenten 1832 och blev färdig läkare 1842. Han förlovade sig med systerdottern Fanny som emellertid i augusti 1842 utvecklade mycket allvarlig sinnessjukdom som hon inte kom att tillfriskna från, utan förlovningen fick slutligen brytas. Man sökte dessförinnan vård vid dr Peter Willers Jessens psykiatriska sjukhus i Slesvig som byggts 1820 och var det första nybyggda moderna sjukhuset i Europa, som var avsett psykiatrisk vård. Sjukhuset var ritat av den danske arkitekten Christian Frederik Hansen. Den moderna vården och sjukhuset gav Major så avgörande intryck, att han valde att specialisera sig inom psykiatri.
Kristiansand hade intensiv sjöfart med mycket internationella influenser, som medförde att människorna i Sørlandet hade en praktiskt grundad syn på sjukdomar oavsett det gällde smittsamma infektioner eller mentala lidanden. Detta medförde att läkare födda i trakterna trodde inte på miasma som orsak till smittsamma sjukdomar utan att de orsakades av i sig okända smittämnen och på likartat sätt betraktade de sinnessjukdom som sjukdom, som alltefter svårighetsgrad kunde behandlas. I ingendera fallen fanns förståelse för detta bland kollegorna i huvudstaden Kristiania eller inflyttade läkare i överordnade ställningar utan de direkt motarbetades. Slutstriderna mot miasmatekierna kom att ledas av den med Major nästan jämnårige dr Lochmann medan Major kom att bana väg för modern psykiatri i Norge. Båda representerade den för Sørlandets läkare dominerande humanitära syn på vård och omvårdnad av sjuka.

## Psykiatriskt förnyelsearbete
Under åren 1843-1845 företog Major studieresor, inledningsvis på egen bekostnad till Slesvig, Tyskland, Storbritannien, Frankrike och Belgien där han kunde jämföra förhållandena mellan mentalvård i de länderna med förvaringen vid något av de sex "dollhus", "dårekister" eller "dårehus" med 53 platser år 1825; miserabla förvaringsutrymmen utan egentlig vård. År 1847 lämnade Major efter en inventering av de olika förvaringsinstitutionerna en rapport om förhållandena där han beräknade antalet sinnessjuka i landet till omkring 4 300 varav drygt 3 900 fattiga. Samma år publicerade han efter att ha samrått med dr Jessen ett förslag till mentalvård i läkarnas veckotidskrift, vilken han valde för att markera, att han ansåg att det skulle vara sjukvård och vare sig fattigvård eller tvångsförvaring av de sjuka. Ett år senare antogs Lov om sinnssykes behandling og forpleining av 1848, som blev den fjärde moderna sinnessjukelagen i Europa efter Frankrike, Schweiz och England. Den kom att gälla med enbart mindre ändringar ända fram till 1961. Majors och Jessens huvudidé, att staten skulle överta ledningen över mentalsjukvården och att sjukhusen skulle vara helt självständiga institutioner var nya tankar, åtminstone i Norge.
År 1844 föreslog Major Indredepartementet, att som ett första steg till ny mentalvård skulle byggas ett sinnessjukhus för 150-200 patienter i Norge. Förslaget omfattade även detaljerade ritningar utarbetade i samråd med svågern Heinrich Ernst Schirmer samt att sjukhuset skulle ligga i närheten av universitetet i Kristiania för främja forskning och utveckling av psykiatrisk vård och behandling. År 1850 bestämdes att sjukhuset skulle byggas och 1855 var Gaustad sykehus färdigt. Major förväntades bli sjukhusets förste direktör, men han sökte inte tjänsten med åberopande av sviktande mental hälsa. Efter rekognosering för att undersöka utkomstmöjligheterna i USA bestämde han och familjen sig för att emigrera dit. Bidragande kan även ha varit kontroverser med departementet kring utformningen av sjukhuset. Vid Newfoundland skedde fartygskollisionen och hela familjen omkom.